# Czechowice-Dziedzice
Czechowice-Dziedzice este un oraș în Polonia.